# Onthophagus sculptilis
Onthophagus sculptilis là một loài bọ cánh cứng trong họ Bọ hung (Scarabaeidae).